# Yesterday (film, 1985)
Pour les articles homonymes, voir Yesterday (homonymie).
Pour plus de détails, voir Fiche technique et Distribution.
Yesterday est un film polonais réalisé par Radosław Piwowarski, sorti en 1985.

## Synopsis
L'histoire nostalgique de quatre copains de lycée fascinés par les Beatles qui forment un groupe de musique et jouent les chansons de leurs idoles. Le héros principal du film, Paweł Mitura ("Ringo") grandit sans parents. Il habite chez sa vieille tante profondément catholique qui a une attitude négative envers la passion de son neveu. Les garçons se préparent à donner un concert pour la fin d'année, et pour cela ils sont obligés de surmonter les difficultés imposées par le système socialiste et des problèmes avec du matériel désuet. Pendant ce temps-là Paweł tombe amoureux d'Anna.

## Fiche technique
- Titre : Yesterday
- Réalisation : Radosław Piwowarski
- Scénario : Radosław Piwowarski
- Photographie : Witold Adamek
- Montage : Irena Choryńska
- Musique originale : Jerzy Matula
- Décors : Tadeusz Kosarewicz
- Costumes : Iwona Szymańska
- Sociétés de production : Zespół Filmowy Rondo
- Sociétés de distribution :
- Pays d'origine :  Pologne
- Langue originale : polonais
- Format : couleurs
- Durée : 87 minutes
- Genre : Mélodrame
- Date de sortie : 
  - Pologne : 10 juin 1985

## Distribution
- Piotr Siwkiewicz : Paweł Mitura "Ringo"
- Anna Kaźmierczak : Ania
- Andrzej Zieliński : "John"
- Krzysztof Majchrzak : "le Coureur", professeur de la préparation à la défense
- Krystyna Feldman : la tante de "Ringo"
- Henryk Bista : le proviseur
- Waldemar Ignaczak : "George"
- Robert Piechota : "Paul"
- Stanisław Brudny : le curé
- Mira Dall : Walentynka
- Jerzy Matula : le batteur

## Récompenses
- La Coquille d'or au Festival international du film de Saint-Sébastien en 1985
- Le Prix FIPRESCI de la Mostra de Venise[2]